# Universidad Nacional Tecnológica de Lima Sur
La Universidad Nacional Tecnológica de Lima Sur (UNTELS) es una universidad pública ubicada en el distrito de Villa El Salvador, en la ciudad de Lima, Perú. Fue creada mediante la Ley N.° 27431 del 10 de enero de 2001 como Universidad Nacional Tecnológica del Cono Sur de Lima, posteriormente denominada Universidad Nacional Tecnológica de Lima Sur mediante la ley n.° 30184 del 6 de mayo del 2014. Se encarga de la formación integral de profesionales en ingeniería y administración de empresas, así como de la producción y difusión científica y tecnológica con responsabilidad social, contribuyendo con el desarrollo de la zona sur de Lima y del país.

## Historia
Con el surgimiento de la comunidad autogestionaria de Villa El Salvador en la década del 70 del siglo XX, fue incluido en su primer plan de desarrollo integral la creación de una universidad pública como una de las instituciones educativas con las que debía contar la comunidad, para lo cual se le   asignó un terreno en la zona de Lomo de Corvina. Posteriormente, después que la comunidad fue elevada a categoría de distrito, sus dirigentes promovieron la creación de la universidad. El 10 de enero de 2001 fue creada la Universidad Nacional Tecnológica del Cono Sur mediante la ley n.° 27431 promulgada por el gobierno de Valentín Paniagua.
La primera comisión organizadora se constituyó el 29 de setiembre de 2005 por disposición del ministro de educación, Javier Sota Nadal. El 15 de marzo del 2006 se entregó a la universidad el terreno de su sede central ubicado en el sector 3, grupo 1, manzana A en Villa el Salvador. Asimismo se le destinó un presupuesto para la construcción del primer pabellón de aulas en el campus universitario. El 6 de noviembre de ese año se aprobó su proyecto de desarrollo institucional. El 25 de febrero del año 2007 se efectuó el primer concurso público de admisión y el 26 de marzo de ese mismo año se dio inicio al primer año académico. Mediante la ley n.° 30184 del 6 de mayo de 2014, la universidad pasó a denominarse Universidad Nacional Tecnológica de Lima Sur.

### Licenciamiento y acreditación
La Superintendencia Nacional de Educación Superior Universitaria (SUNEDU) otorgó el licenciamiento institucional a la Universidad Nacional Tecnológica de Lima Sur (UNTELS) por un período de 6 años, de acuerdo a la resolución emitida el 20 de junio de 2018, tras verificar el cumplimiento de las condiciones básicas de calidad necesarias para ofrecer el servicio educativo superior universitario en el Perú.
La acreditación es el reconocimiento público otorgado por el Estado Peruano a programas de estudio o instituciones educativas públicas o privadas que demuestran haber alcanzado los estándares de calidad establecidos por SINEACE. De acuerdo a lo descrito en el plan de gestión de la calidad 2021-2023, el objetivo para el 2023 es obtener la acreditación de las cinco escuelas profesionales, considerando los estándares de acreditación por programas de SINEACE. Para lo cual ha conformado un comité de calidad que será responsable de planificar, organizar y dirigir la autoevaluación a nivel de la gestión institucional, bajo el Modelo de Acreditación Institucional de Universidades, aprobado con Resolución 279-2017-SINEACE-PCDAH..

## Escuelas profesionales
La UNTELS cuenta con una facultad y cinco escuelas profesionales pertenecientes al campo de la ingeniería y la administración.
| Facultad                                    | Escuela Profesional |
| ------------------------------------------- | ------------------- |
| Facultad de Ingeniería y Gestión            |                     |
| Ingeniería de Sistemas                      |                     |
| Ingeniería Electrónica y Telecomunicaciones |                     |
| Ingeniería Mecánica y Eléctrica             |                     |
| Ingeniería Ambiental                        |                     |
| Administración de Empresas                  |                     |

## Extensión universitaria
- Centro de Idiomas: Es el primer centro de idiomas de Lima Sur que pertenece a una universidad pública licenciada por SUNEDU. Brinda la enseñanza de los idiomas inglés, portugués y francés.[6]
- Centro Cultural: Desarrolla actividades culturales y talleres como teatro, danza, música, cine, exposiciones y conferencias.[7]
- Centro de Capacitación Continua
- Centro De Servicio Social Universitario

## Campus
Su campus universitario está ubicado en el distrito de Villa El Salvador, en el cruce de la avenidas Central y Bolívar, en las inmediaciones de la estación Villa El Salvador de la línea 1 del Metro de Lima y Callao. Además, se accede al campus a través de diversas rutas de autobús como Sol de Oro, Real Star, Los Chinos y El Anconero. 

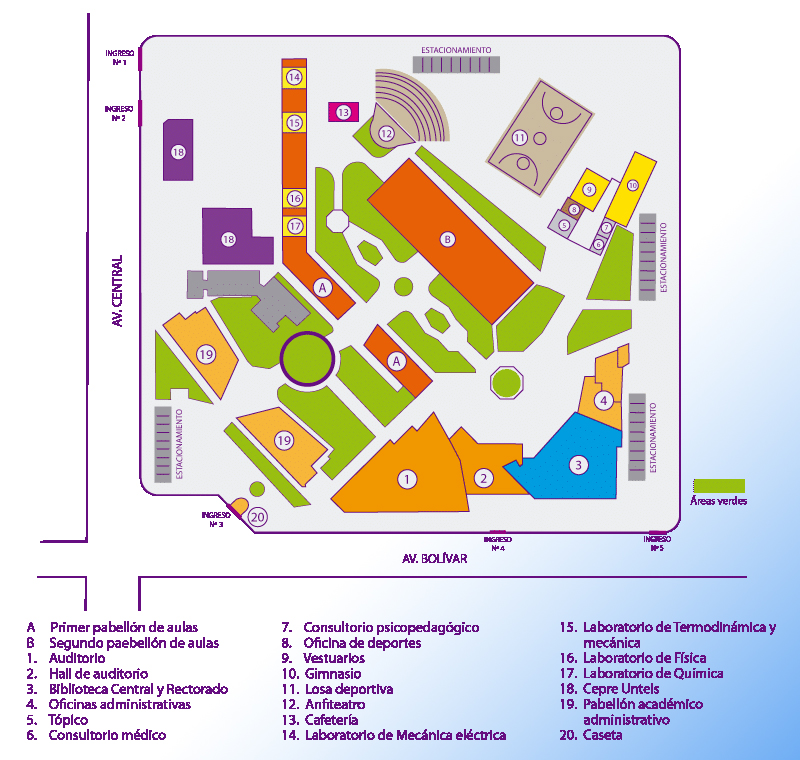
no

## Estudiantado
| Carreras Profesionales                      | 2015-I | 2015-II | 2016-I | 2016-II | 2017-I | 2017-II |
| ------------------------------------------- | ------ | ------- | ------ | ------- | ------ | ------- |
| Administración de Empresas                  | 579    | 563     | 539    | 540     | 528    | 512     |
| Ingeniería Ambiental                        | 527    | 536     | 547    | 541     | 542    | 545     |
| Ingeniería de Sistemas                      | 640    | 599     | 553    | 563     | 564    | 563     |
| Ingeniería Electrónica y Telecomunicaciones | 618    | 580     | 555    | 551     | 554    | 552     |
| Ingeniería Mecánica y Eléctrica             | 635    | 593     | 568    | 526     | 501    | 507     |
| Total                                       | 2999   | 2871    | 2762   | 2721    | 2689   | 2679    |

## Rankings académicos
En los últimos años se ha generalizado el uso de rankings universitarios internacionales para evaluar el desempeño de las universidades a nivel nacional y mundial; siendo estos rankings clasificaciones académicas que ubican a las instituciones de acuerdo a una metodología científica de tipo bibliométrica que incluye criterios objetivos medibles y reproducibles, tomando en cuenta por ejemplo: la reputación académica, la reputación de empleabilidad para los egresantes, la citas de investigación a sus repositorios y su impacto en la web.